# 戴瓦·梭貝爾

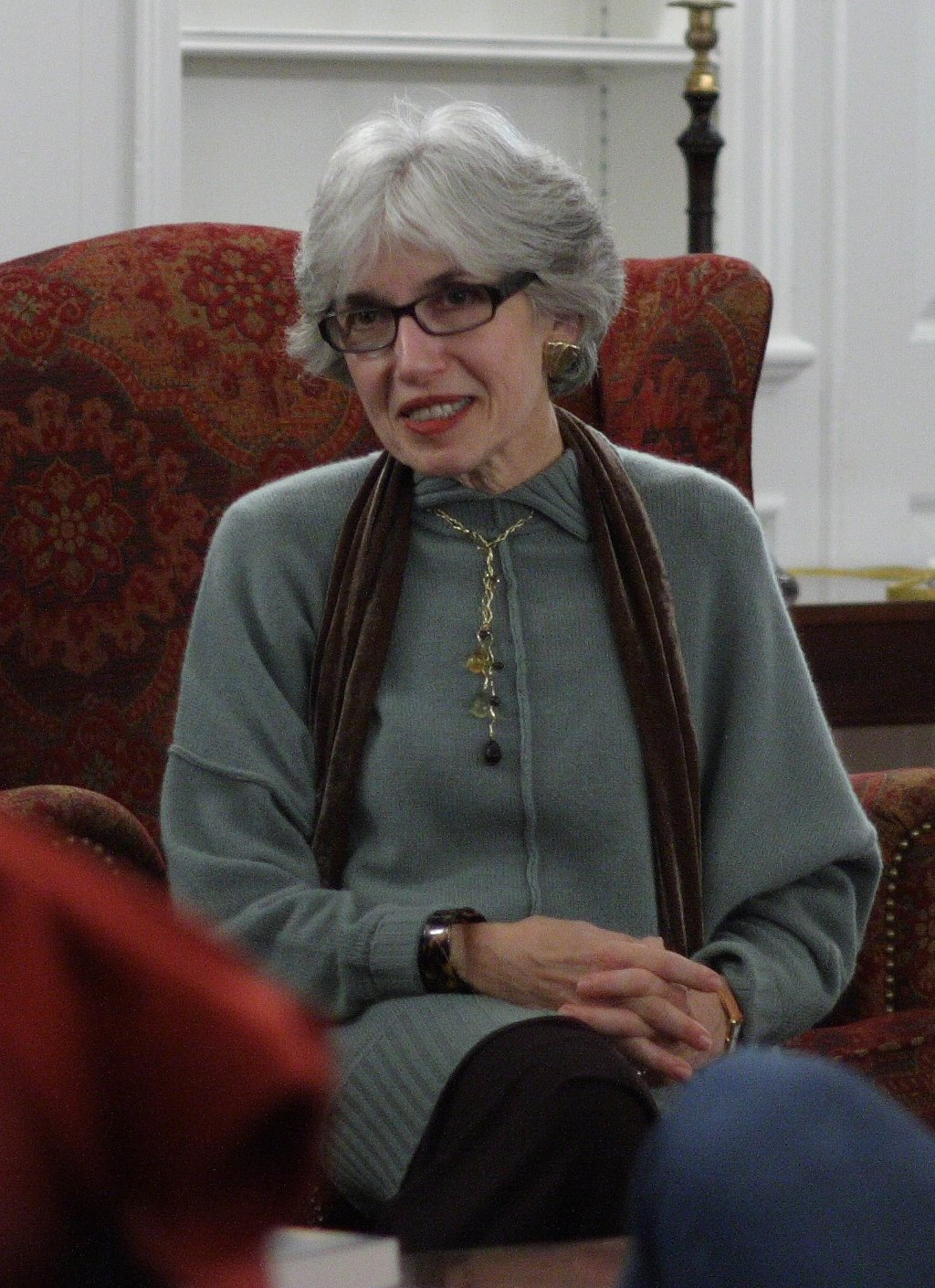
戴瓦·梭貝爾

戴瓦·梭貝爾（英語：Dava Sobel，1947年6月15日—），美國女性科學普及作家，出身紐約市布朗克斯。

## 經歷
梭貝爾畢業於布朗克斯科學高中和賓漢頓大學。而她自稱因為受到當時在康乃爾大學任教的卡爾·薩根影響而決定成為科學普及作家。

## 著作
- 《尋找地球刻度的人》（Longitude: The True Story of a Lone Genius Who Solved the Greatest Scientific Problem of His Time）－本書所介紹的天才是约翰·哈里森，他花了數十年的時間說服英國海軍部他的航海時計是準確的，並且可用來在海上測定經度，並獲得了經度獎。ISBN 1-85702-571-7。該書獲得1997年英國年度圖書獎。
- 《伽利略的女兒》（Galileo's Daughter: A Historical Memoir of Science, Faith, and Love） (2000) ISBN 0-14-028055-3
- The Best American Science Writing 2004（編輯）
- 《行星絮語》（The Planets: A discourse on the discovery, science, history and mythology, of the planets in our solar system, with one chapter devoted to each of the celestial spheres.） (2005) ISBN 1-85702-850-3
- A More Perfect Heaven: How Copernicus Revolutionised the Cosmos (2011) ISBN 978-0-8027-1793-1

由《尋找地球刻度的人》一書改編的同名電視電影由查理斯·斯特里奇執導，Granada Productions於1999年發行，並且在2000年時在美國A&E 頻道播放。邁可·坎邦飾演约翰·哈里森，傑瑞米·艾恩斯飾演在20世紀中期復原了哈里森所做鐘錶的鲁伯特·古尔德。
梭貝爾於2006年在芝加哥大學首次進行一個學季的科學寫作教學。

## 榮譽與獎項
梭貝爾於2002年獲得英國巴斯大學和美國米德伯理學院榮譽文學博士。小行星30935以她的名字命名。

## 其他
梭貝爾是在世界各地觀測日食的愛好者，她表示觀測日食是「最接近看到奇蹟的時刻」。直到2012年8月她已觀測過8次日食。
梭貝爾於2012年擔任美国笔会/爱德华·威尔逊科普文学奖評審。

## 外部連結
- Dava Sobel在互联网电影资料库（IMDb）上的資料（英文）
- About the Author: Dava Sobel.
- Book Review: Longitude by Dava Sobel.
- Website of the Author Dava Sobel （页面存档备份，存于）
- Podcast of Dava Sobel discussing “The Origins of Longitude” at the Shanghai International Literary Festival
- Booknotes interview with Sobel on Longitude, January 17, 1999.